# Графство Ауция
Графство Ауция (на италиански: Contea di Aucia) е имперски феод на Отбертините, известен от 972 г., съответстващ на част от Държава Палавичино и състояща се от териториите, разположени между Парма, Пиаченца и Кремона. Важни центрове на графството са Кортемаджоре (може би негово седалище), Монтичели, Бусето и Рокабианка.
Документ съобщава, че император Лудвиг II през 875 г. дава на племенницата си Ерменгарда Curtem majorem in Placentino Comitatu, in Aucia.
Сред графовете на Ауция има и Ланфранко I, който става граф на Пиаченца и който се жени за Берта, дъщеря на Адалберто I от Милано от Обертините, маркиз на Милано. По-късно феодът преминава към племенника на Берта Адалберто II Палавичино, родоначалник на фамилията Палавичино, маркиз на Маса, граф на Ауция и Бусето, което става столица на маркграфството.
Графство Ауция става васалено феод на Миланския херцог, докато името му не изчезва през 1579 г. и през 1585 г. не преминава в ръцете на фамилията Фарнезе. 
Владението има много променливи граници през вековете. Със смъртта на Оберто I (1148 г.) наследниците придобиват нови територии. Състои се от графство Фиденца (1011 – 1145, 1249 – 1268 и 1499 – 1545), замъка Монтичели, построен от Роландо I, Полезине – укрепено място за ферибот през река По, Кортемаджоре (1486 г.), замъка на Пелегрино Парменсе (1198 г.), Луганяно (укрепено място във Вал д'Арда), замъка Варци, Кастионе де Маркези (1140 г.), замъка Сан Пиетро ин Серо, Валмоцола, Табиано, огромния замък на Варано, крепостта Цибело с фериботната станция на река По, Вернаска. 
Държавата достига максималната си мощ с Роландо I, наречен „Великолепният“ (* 1394, † 1457). При неговите наследници графството бързо упада, ограничавайки се около Бусето. Когато пряката линия изчезва (1579), възползвайки се от борбите между различни наследнически клонове, губернаторът на Парма го анексира през 1585 г.